# 赤い智天使の聖母
『赤い智天使の聖母』（あかいちてんしのせいぼ、伊: La Madonna dai Cherubini rossi, 英: The Madonna of the Red Cherubim）として知られる『聖母子』（伊: La Vergine e il Bambino, 英: The Virgin and Child）は、ルネサンス期のヴェネツィア派の巨匠ジョヴァンニ・ベッリーニが1485年から1490年ごろに制作した絵画である。油彩。主題は聖母子。赤い色の智天使（ケルビム）が特徴的な作品で、もともとヴェネツィアのサンタ・マリア・デッラ・カリタ大同信会（Scuola di Santa Maria della Carità）が所有していた。現在はかつて大同信会館の建物であったアカデミア美術館に所蔵されている。

## 作品

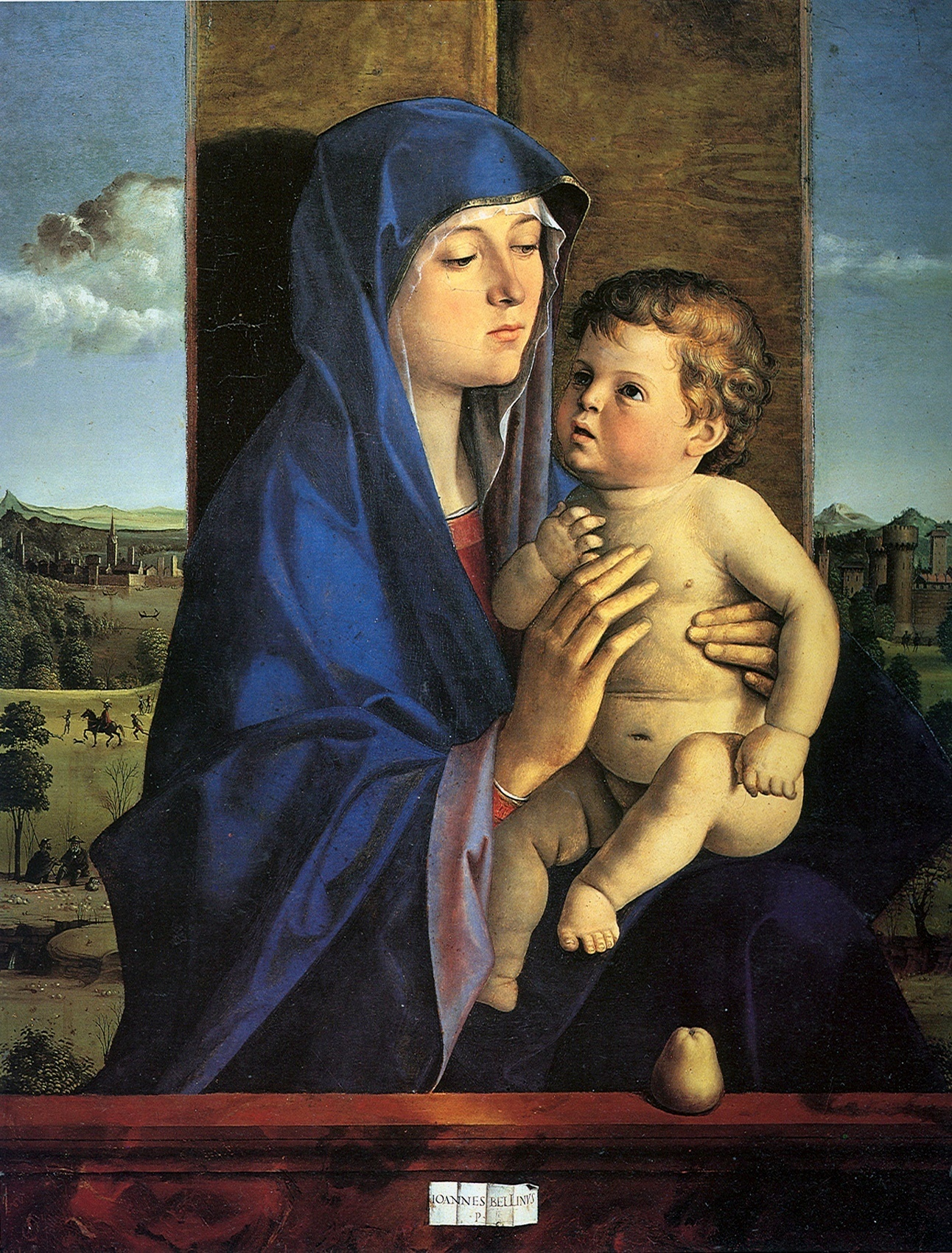
ジョヴァンニ・ベッリーニの『アルツァーノの聖母』。アッカデミア・カッラーラ所蔵。

聖母マリアは手前にある欄干のすぐそばに座り、左膝の上に幼児のイエス・キリストを乗せ、両手で幼児キリストの身体を前後から支えている。幼児キリストは何かを問いたそうな表情で聖母マリアを見上げており、聖母マリアもまた優しく幼い息子を見つめている。聖母の頭上では赤い色の智天使が浮遊しており、彼らが乗っている雲にはかすかに赤い色が反射している。背景には夜明け前の白み始めた空と、緑と水の豊かな風景が遠くまで広がっており、ベッリーニが持っていた光に対する繊細な感受性を如実に示している。
聖母子像はビザンチン美術のイコンに由来しているが、ベッリーニはそこに人間的な母子間の愛情を想像させる変更を加えている。風景の描写はフランドル的であり、地上の風景と並行して自然主義的な白い雲が配置されている。これらの雲と比較すると、赤色のモノクロで描かれた智天使は反自然主義的である。智天使の不規則な配置はベッリーニが『ペーザロ祭壇画』（Pala di Pesaro, 1471年-1483年）の「聖母戴冠」（Incoronazione della Vergine）や『アゴスティーノ・バルバリーゴ奉納画』（La Pala Agostino Barbarigo, 1488年）などの作品で智天使を3人1組とし、画面と平行かつシンメトリックに配置しているのと対照的である。本作品の智天使が赤色で描かれている点についてはおそらく古風な意味があり、大同信会館の名前にもあるカリタ（Carità, 慈愛）が赤色で表されることと関係がある。
これまでベッリーニの真筆性は疑問視されていないが、制作年代については不確実である。本作品の構図がアッカデミア・カッラーラ所蔵の『アルツァーノの聖母』（Alzano Madonna, 1485年ごろ）とよく似ていることから、美術史家ジャイルズ・ヘンリー・ロバートソンやローナ・ゴッフェン（Rona Goffen）は『アルツァーノの聖母』に先行する作品と考えた。しかしピーター・ハンフリー（Peter Humphrey）は本作品の描線が柔らかいことを指摘し、『アルツァーノの聖母』の後に制作されたと主張した。現在では後者の説が正しいと考えられている。
智天使のモチーフは画家の父ヤーコポ・ベッリーニの1455年ごろの『聖母子と智天使』（Madonna col Bambino benedicente e cherubini）に由来することが指摘されている。父ヤーコポは作品の背景を智天使で埋め尽くしている。この作品はアンドレア・マンテーニャの『聖母子と智天使』（Madonna col Bambino e un coro di cherubini, 1485年ごろ）に影響を与えたと考えられており、本作品の制作年代はマンテーニャの作品の直後、1485年から1490年の間に制作されたものと考えられる。

## 来歴
本作品は1812年にサンタ・マリア・デッラ・カリタ大同信会の財産目録に記録されているが、それ以前の来歴は不明である。同信会の発注によって制作されたのではなく、同信会員の寄贈によってもたらされた可能性がある。

## ギャラリー
関連作品

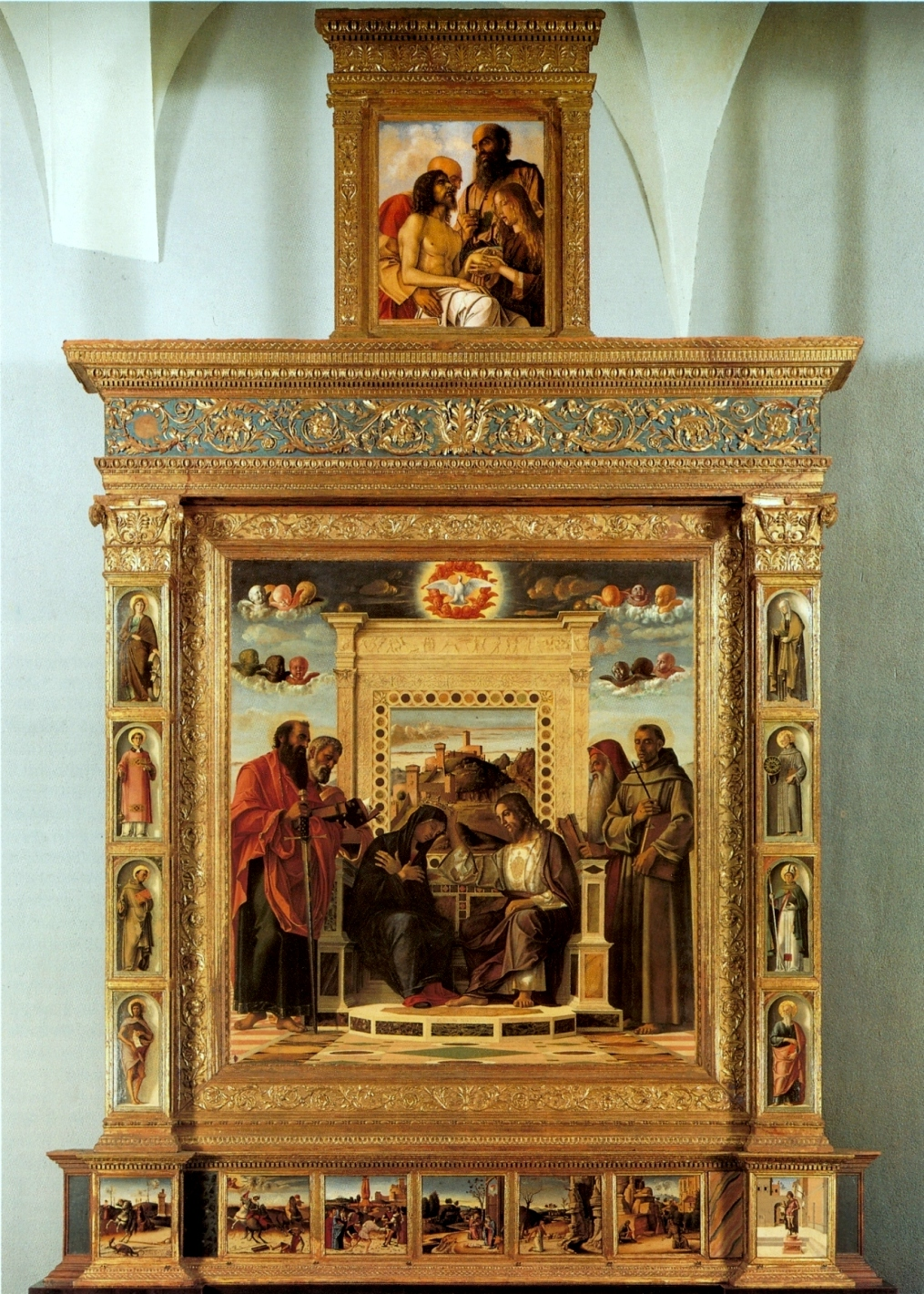
ジョヴァンニ・ベッリーニ『ペーザロ祭壇画』1471年-1483年 ペーザロ市立美術館（英語版）所蔵
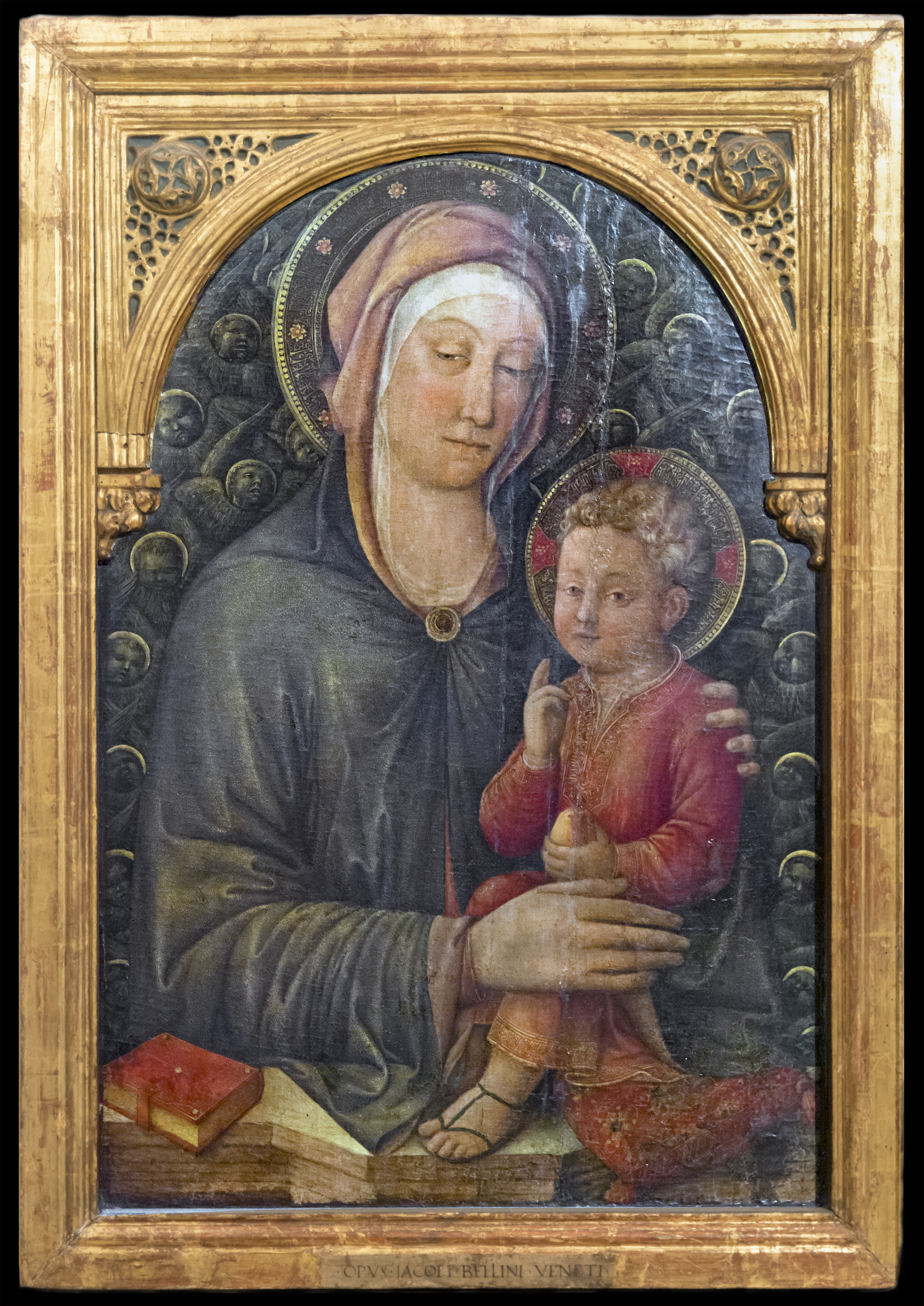
ヤーコポ・ベッリーニ『聖母子と智天使』1455年ごろ アカデミア美術館所蔵
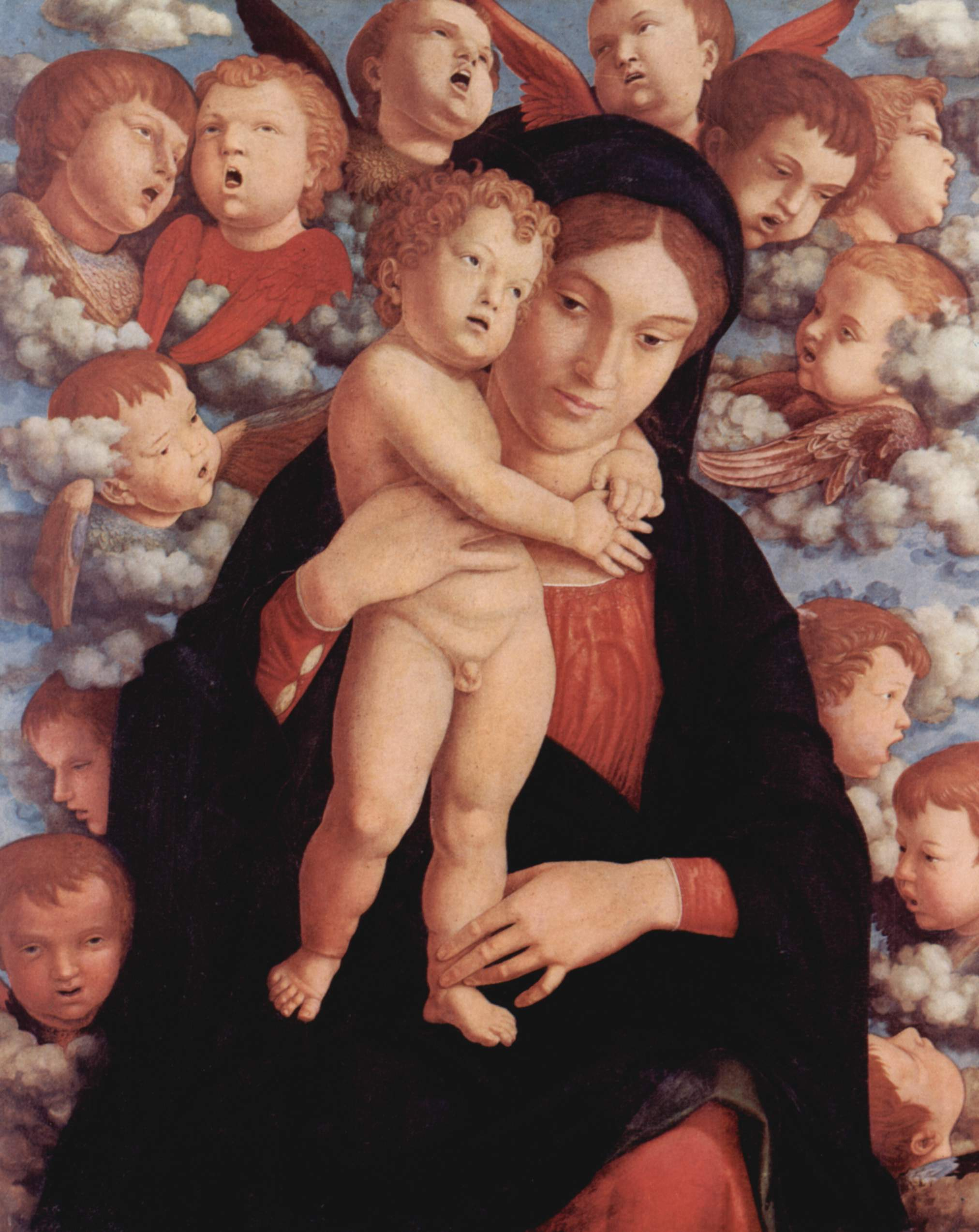
アンドレア・マンテーニャ『聖母子と智天使』1485年ごろ ブレラ美術館所蔵